# I'm a Mess (The Rasmus)
I'm a Mess è un singolo del gruppo musicale finlandese The Rasmus, pubblicato il 5 marzo 2012 come primo estratto dall'ottavo album in studio The Rasmus.
Il brano è stato eseguito per la prima volta il 25 febbraio 2012 come brano fuori concorso durante la finale dell'Uuden Musiikin Kilpailu, ossia la competizione canora nazionale della Finlandia che funge da selezione per l'Eurovision Song Contest.

## Tracce
1. I'm a Mess – 4:12